# Pla d'en Boet
El Pla d'en Boet és un barri del sud-oest de Mataró, al Maresme. Pren el nom de la masia de Can Boet. Històricament havia estat una zona agrícola, i el barri va néixer com una zona residencial adjunta al “Polígono Espartero”, l’antecedent de l’actual Polígon del Pla d’en Boet i les Hortes del Camí Ral. L'any 2019 tenia 5631 habitants censats.
Els vestigis històrics de la Vil·la romana de Torre Llauder revelen que a la zona s'hi van instal·lar habitants d'Iluro cap el s.I d.c. Els carrers residencials del Pla d'en Boet, sorgits en el seu creixement com a barri essencialment obrer la dècada del 1970, estan caracteritzats pels anomenats "passatges", espais amb vivendes de protecció oficial i zones per a vianants. Si bé fins a la dècada del 1990 en ocasions va ser considerat un barri amb certs problemes de degradació,posteriorment s'ha beneficiat del creixement d'equipaments educatius i esportius, així com de la construcció l'any 2002 d'una comissaria dels Mossos d'Esquadra. L'actual zona industrial del barri conviu amb diversos establiments d'oci nocturn. Esportivament el barri és seu del club de bàsquet AB Boet Mataró, que juga al Pavelló Municipal Eusebi Millan, i el club de futbol CE Pla d'en Boet, que juga al camp municipal Pla d'en Boet.